# Милборн (Пенсилванија)
Милборн (енгл. Millbourne) град је у америчкој савезној држави Пенсилванија.

## Демографија
По попису из 2010. године број становника је 1.159, што је 216 (22,9%) становника више него 2000. године.
| Група             | 2000.       | 2010.       |
| Белци             | 176 (18,7%) | 119 (10,3%) |
| Афроамериканци    | 162 (17,2%) | 233 (20,1%) |
| Азијати           | 512 (54,3%) | 653 (56,3%) |
| Хиспаноамериканци | 57 (6,0%)   | 99 (8,5%)   |
| Укупно            | 943         | 1.159       |